# Supernova Early Warning System
Il Supernova Early Warning System (SNEWS) è una rete di rivelatori di neutrini progettata per dare un precoce avviso agli astronomi dell'evento di una supernova nella nostra galassia la Via Lattea. Un numero enorme di neutrini sono prodotti nei nuclei delle giganti rosse quando collassano su sé stesse. Nel modello corrente i neutrini sono emessi prima della luce, quindi in principio la rivelazione di neutrini può dare un avviso in anticipo agli astronomi che una supernova sta per essere visibile. L'impulso di neutrini dalla supernova 1987A fu rivelato 18 ore prima dei fotoni.
I membri attuali al SNEWS sono Borexino, Super-Kamiokande, LVD, SNO e AMANDA.
Alla fine del 2020 SNEWS non ha fornito nessun avvertimento.